# Геологія Гімалаїв

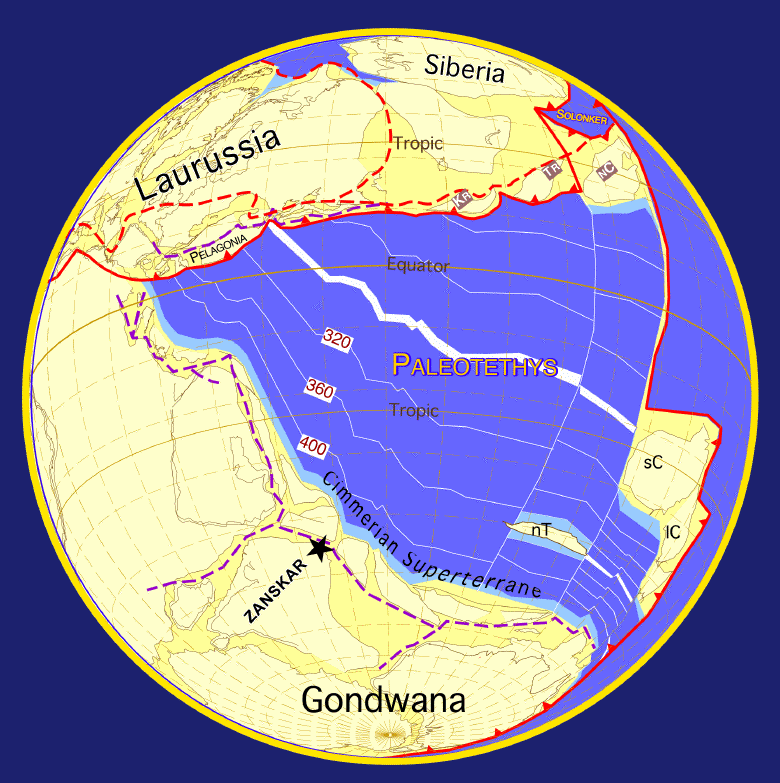
Розташування континентів під час раннього перму (290 млн р. тому), коли Індія була частиною Гондвани і межувала на півночі з Кіммерійським супертеррейном. Згідно з Dèzes (1999), Stampfli & Borel (2002) та Patriat & Achache (1984).

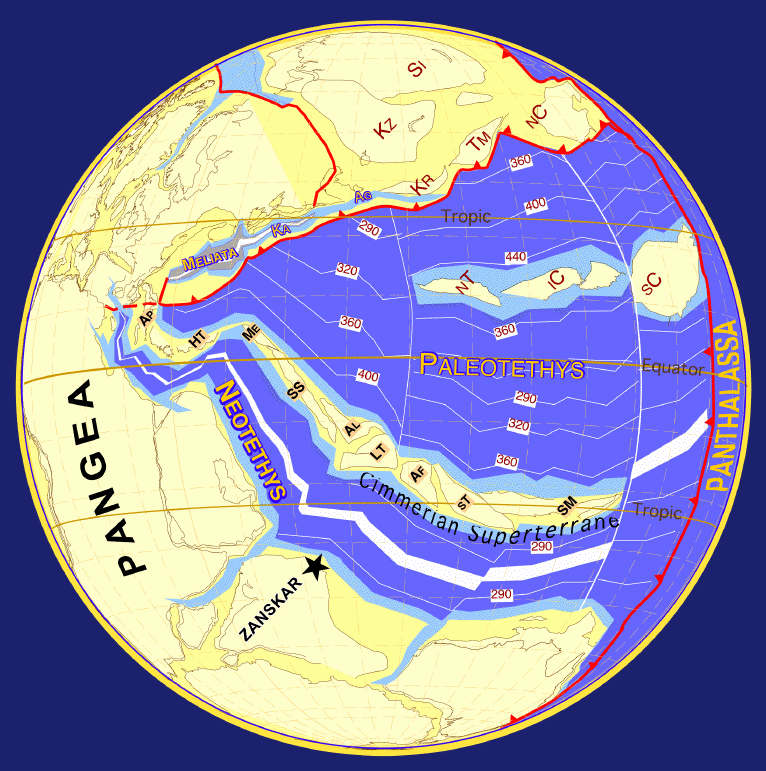
Розташування континентів на межі перм/тріасу (249 млн р. тому), Відкриття Неотетісу відокремлює Кіммерійський Супертеррейн від Гондвани. Згідно (Stampfli (2000), Stampfli, Mosar, Favre & Pillevuit (2001) and Stampfli & Borel (2002)).

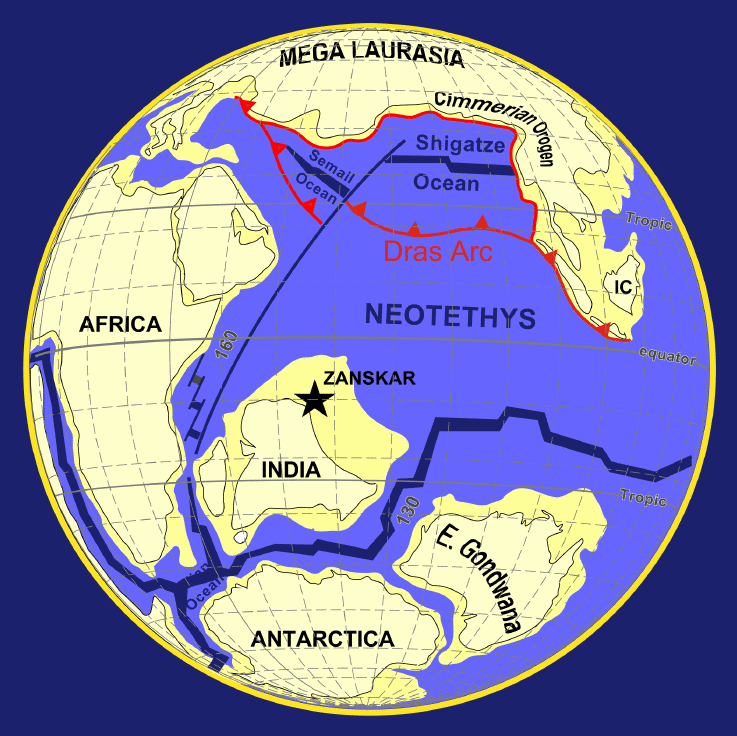
Розташування континентів за часів крейди (100 млн р. тому) Кіммерійський Супертеррейн з'єднався з Мега-Лавразією, океанічна кора Неотетісу зазнала субдукції на північ уздовж Драскової вулканічної дуги, Океан Шигацзе відкривається внаслідок поширення спредінгу зворотньої дуги, Індія відокремлена від Африки та Східної Гондвани, відкриття Індійського океану. Згідно з Dèzes (1999), Stampfli & Borel (2002) та Patriat & Achache (1984)

Гімалаї — великий гірський хребет, що тягнеться на 2400 км від Намче-Барва у Тибеті на захід до Нангапарбат в Індії. Гімалаї є результатом постійного орогенезу, що відбувся в результаті зіткнення двох континентальних літосферних плит. Цей величезний гірський хребет був сформований тектонічними силами, а так само за допомогою вивітрювання і ерозії. Регіон Гімалаї-Тибет є виробником прісної води для більш ніж однієї п'ятої частини світового населення; на нього також доводиться чверть світових осадових накопичень. Топографічно, пояс має багато рекордів: найвищий рівень підйому (близько 10 мм/рік на Нангапарбат), найвища точка (гора Еверест — 8848 м), найшвидша ерозія (2-12 мм/рік), витоки деяких найбільших річок і найбільша кількість льодовиків за межами полярних регіонів. Ця остання особливість дала Гімалаям ім'я, що перекладається з санскриту як «обитель снігу».

## Утворення Гімалаїв
У пізньому докембрії і палеозої, Індостан, межував на півночі з Кіммерією, був частиною Гондвани і був відокремлений від Євразії Палеотетісом. Протягом цього періоду, північна частина Індії зазнала впливу пізнього етапу Пан-Африканської орогенезу, яка відзначена відмінностями між ордовицькими континентальними конгломератами і базовими кембрійськими морськими відкладеннями. Численні гранітні інтрузії віком близько 500 млн р. також віднесені до цієї події.
На початку карбона відбувалася рання стадія рифтогенезу між Індійським континентом і Кіммерією. На початку пермського періоду, на місці рифту утворено океан Неотетіс. Кіммерія дрейфувла від Гондвани на північ, у напрямку Азії. Сьогоденні Іран, Афганістан і Тибет частково складаються з цих террейнів.
У норійський період (210 млн р. тому) відбувся період великого рифтогенезу і розколу Гондвани на дві частини. Індійський континент був у складі Східної Гондвани, разом з Австралією і Антарктидою. Проте, утворення океанічної кори сталося значно пізніше, у келловейський період (160–155 млн р. тому). Індійська плита відкололася від Австралії і Антарктиди на початку крейдяного періоду (130–125 млн р. тому), разом з відкриттям «Південного» Індійського океану.
Під час верхньої крейди (84 млн р. тому), Індійська плита розпочала дуже швидкий рух на північ, подалавши відстань близько 6000 км; океанічно-океанічна субдукція тривала до остаточного закриття океанічного басейну, обдукція океанічних офіолитів на Індію і початку континентально-континентального тектонічного взаємодії плит (65 млн р. тому) у центральних Гімалаях. Зміна відносної швидкості між Індійською та Євразійською плитами з дуже швидкої (18-19,5 см/рік) до швидкої (4,5 см/рік) відбулося приблизно 55 млн р. тому. З тих пір кора стиснулася до 2500 км, а Індія повернулася на 45° проти годинникової стрілки відносної північного заходу Гімалаїв і до 10-15° проти годинникової стрілки щодо північно-центральної частини Непалу.
У той час як більша частина океанічної кори зазнала субдукції під Тибетський блок під час руху Індії на північ, три основні механізми пояснюють відсутність 2500-кілометрової частини континентальної кори Індії на північ.
- Перший механізм — субдукція Індійської континентальної кори під Тибет.
- Другий — видавлювання Індією Індокитайського блоку на своєму шляху. (Molnar та Tapponnier, 1975)
- Третій — велика частина (~1000 км (Dewey, Cande та Pitman, 1989) або ~800-1200 км[13]) 2500 км стиснення земної кори була зім'ята у складки і деформувала Тибет.

## Найбільші тектонічні структури Гімалаїв
Гімалаї класично мають поділ на чотири тектонічні блоки:
- Південні Гімалаї (Шивалік): утворюють передгір'я Гімалаїв і складаються з моласових відкладень, що датуються міоцен-плейстоценом і утворилися в результаті ерозії Гімалаїв. Ці моласові родовища відомі як формації Муреє[en] і Шивалік. Субгімалайський хребет[en] розташовано уздовж Головного центрального насуву[en] (ГЦН) над четвертинним алювієм, що принесли річки, витоки яких знаходяться в Гімалаях (Ганг, Інд, Брахмапутра тощо), що свідчить про те, що в Гімалаях відбувається дуже активний орогенез.
- Малі Гімалаї були утворені головним чином з пізнього протерозою по ранній кембрій з уламкових осадових порід пасивної Індійської околиці[en], що включає гранітні і сульфідно-вулканічні породи (1840 ± 70 млн р. тому[14]). Малі Гімалаї часто з'являються у тектонічних вікнах (вікна Кіштвар або Лардж-Кулу-Рампур).
- Центрально-Гімалайський терен, (ЦГТ) або Високі Гімалаї, утворено за часів Гімалайського орогенезу і охоплює найвищі високогір'я (найвищі вершини). Зазвичай поділяють на чотири зони:
  - Кристалічна послідовність Високих Гімалаїв (КПВГ): хребет завширшки до 30 км, що містить мета-осадові породи: ордовицькі (500 млн р. тому) і ранньо-міоценові (22 млн р. тому) граніти. Хоча більшість мета-осадових порід формували КПВГ з пізнього протерозою до кембрію, багато молодших порід цього типу можна знайти в інших місцях (мезозойські в синклиналі Танді і долини Варван[en], пермські в розрізі Чулдо, ордовицько-карбонові в області Сарчу[en]). Зараз прийнято говорити, що мета-осадові породи КПВГ є метаморфічним еквівалентом осадових серій, які формують основу Тетіс-Гімалаїв. Кристалічна послідовність формує тектонічний покрив, що покриває Малі Гімалаї.
  - Тетіс-Гімалаї (ТГ) — синкліналь завдовжки 100 км, сформована сильно вигнутими тонкими метаморнимі осадовими серіями. Деякі покриви, названі Північно-Гімалайський шар'яж,[15] часто описуються разом з цим відділом. Стратиграфічний аналіз цих твердих осадів показує всю геологічну історію північної околиці Індійського субконтиненту від його Гондванської еволюції до зіткнення плити з Азією. Прогресує переміщення між основними нижніми наносами Тетіс-Гімалаїв і високими наносами КПВГ. Але в багатьох місцях Гімалайського пояса це переміщення відзначено великою структурою, Центрально-Гімалайським розломом, який має показники як розширення, так і ущільнення.
  - Метаморфічний купол Ньїмалінг-Цоморарі, МКНЦ: у регіоні Ладакх, Тетіс-Гімалаї поступово на півночі переходять у купол, що складається з зеленого сланцю і еклогітних метаморфічних порід. Як і з Кристаличною Послідовністю, ці мета-осадові породи є метаморфічним еквівалентом наносів, що складають Тетіс-Гімалаї. Докембрийская формація Пхе також пронизана ордовицькими (480 млн р. тому[16]) гранітами.
  - Відділи Ламаюру і Маркха сформовані флішем і олістолітними відкладеннями у турбідітних середовищі у північній частині Індійської континентальної околиці і у примикаючому басейні Неотетіс. Ці наноси датуються пізнім пермом-еоценом.
- Індостанська сутурна зона (ШСЗ) (Сутурна зона Інд-Ярлунг-Цанпо) — зона зіткнення між Індостанською плитою і Ладакхським батолітом на півночі (також Трансгімалаї або Лхаський террейн[en]. Ця зона сформована:
  - Офіолітовими меланжами, які складаються з флішу і офіолітів океанічної кори Неотетісу;
  - Драсськими[en] вулканитами, які були реліктами пізнього юрського до пізнього крейдяного періодів вулканічної острівної дуги і включають базальти, дацити, вулканокластити, подушкову лаву і дрібних радіоляритних флінтів;
  - Індський моласой, яка є континентальною уламковою породою (з рідкісними прошарками морських відкладень з наносами морської води), що містить конус виносу, руслову багаторукавність і озерні відкладення, що знаходяться в основному у Ладакхському батоліті, а також у сутурній зоні і Тетіс-Гімалаях. Ця моласа є постколлізіонною і, таким чином, датується еоценом та пост-еоценом.
  - Індська сутурна зона[en] — північна межа Гімалаїв. Далі на північ — Трансгімалаї, або, локальніше, Ладакхський батоліт, що є активною околицею Андського типу. Широко поширений вулканізм в цій вулканічної дузі був викликаний плавленням мантії в основі тибетського блоку, через дегідратацією що зазнає субдукції океанічної кори.